# Nymphargus
Nymphargus (лат.) — род бесхвостых земноводных из семейства стеклянных лягушек, обитающих в Южной Америке.

## Описание
Характеризуются отсутствием перепонки между пальцами, отсутствием плечевых шпор у взрослых самцов и наличием дольчатой печени, покрытой прозрачной брюшиной.

## Распространение
Обитают на андских склонах Колумбии, Эквадора, Перу и Боливии.

## Классификация
На февраль 2023 года в род включают 42 вида:
- Nymphargus anomalus (Lynch & Duellman, 1973) — Рыжеватая стеклянная лягушка
- Nymphargus armatus (Lynch & Ruiz-Carranza, 1996)
- Nymphargus balionotus (Duellman, 1981) — Разноцветная стеклянная лягушка
- Nymphargus bejaranoi (Cannatella, 1980) — Боливийская стеклянная лягушка
- Nymphargus buenaventura (Cisneros-Heredia & Yanez-Munoz, 2007)
- Nymphargus cariticommatus (Wild, 1994)
- Nymphargus caucanus Rada, Ospina-Sarria, and Guayasamin, 2017
- Nymphargus chami (Ruiz-Carranza & Lynch, 1995)
- Nymphargus chancas (Duellman & Schulte, 1993)
- Nymphargus cochranae (Goin, 1961) — Черноточечная стеклянная лягушка
- Nymphargus colomai Guayasamin and Hutter, 2020
- Nymphargus cristinae (Ruiz-Carranza & Lynch, 1995)
- Nymphargus garciae (Ruiz-Carranza & Lynch, 1995)
- Nymphargus grandisonae (Cochran & Goin, 1970)
- Nymphargus griffithsi (Goin, 1961) — Палевая стеклянная лягушка
- Nymphargus humboldti Guayasamin, Cisneros-Heredia, McDiarmid, and Hutter, 2020
- Nymphargus ignotus (Lynch, 1990)
- Nymphargus lasgralarias Hutter & Guayasamin, 2012
- Nymphargus laurae Cisneros-Heredia & McDiarmid, 2007
- Nymphargus lindae Guayasamin, 2020
- Nymphargus luminosus (Ruiz-Carranza & Lynch, 1995)
- Nymphargus luteopunctatus (Ruiz-Carranza & Lynch, 1996)
- Nymphargus manduriacu Guayasamin et al., 2019
- Nymphargus mariae (Duellman & Toft, 1979) — Пучеглазая стеклянная лягушка
- Nymphargus megacheirus (Lynch & Duellman, 1973) — Большерукая стеклянная лягушка
- Nymphargus megista (Rivero, 1985)
- Nymphargus mixomaculatus (Guayasamin at al., 2006)
- Nymphargus nephelophila (Ruiz-Carranza & Lynch, 1991)
- Nymphargus ocellatus (Boulenger, 1918) — Перуанская стеклянная лягушка
- Nymphargus oreonympha (Ruiz-Carranza & Lynch, 1991)
- Nymphargus phenax (Cannatella & Duellman, 1982) — Обманчивая стеклянная лягушка
- Nymphargus pluvialis (Cannatella & Duellman, 1982) — Дождевая стеклянная лягушка
- Nymphargus posadae (Ruiz-Carranza & Lynch, 1995)
- Nymphargus prasinus (Duellman, 1981) — Тёмно-зелёная стеклянная лягушка
- Nymphargus rosada (Ruiz-Carranza & Lynch, 1997)
- Nymphargus ruizi (Lynch, 1993)
- Nymphargus siren (Lynch & Duellman, 1973) — Стеклянная лягушка-сирена
- Nymphargus spilotus (Ruiz-Carranza & Lynch, 1997)
- Nymphargus sucre Guayasamin, 2013
- Nymphargus truebae (Duellman, 1976) — Тёмнопятнистая стеклянная лягушка
- Nymphargus vicenteruedai Velasquez-Alvarez at al., 2007
- Nymphargus wileyi (Guayasamin, Bustamante, Almeida-Reinoso & Funk, 2006)

## Галерея

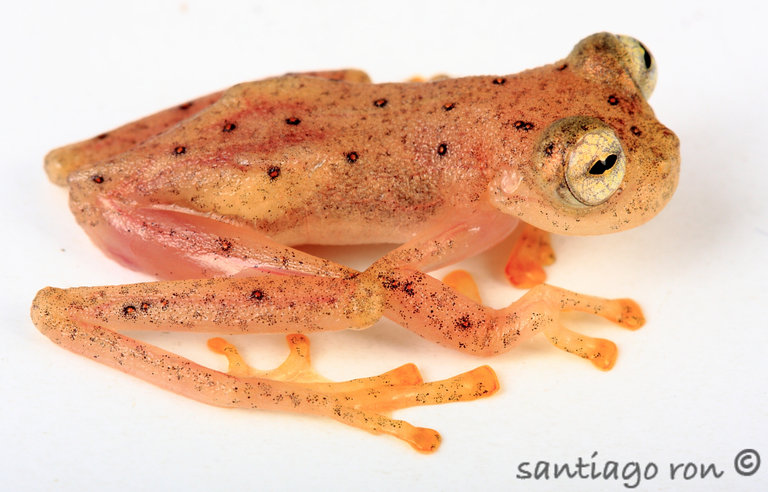
Рыжеватая стеклянная лягушка
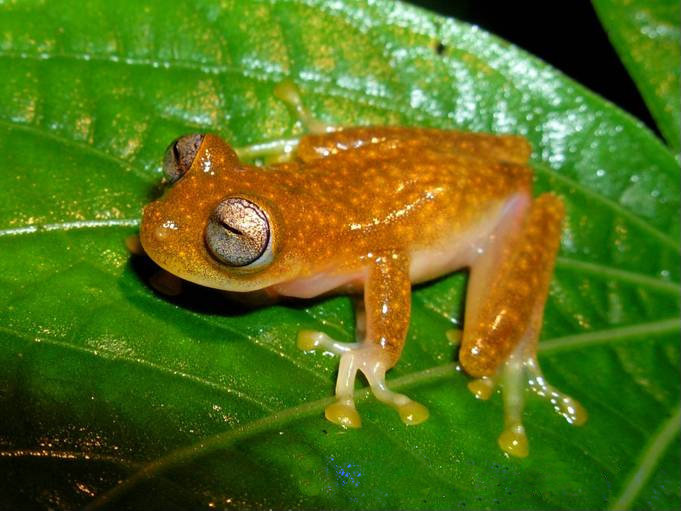
Nymphargus rosada
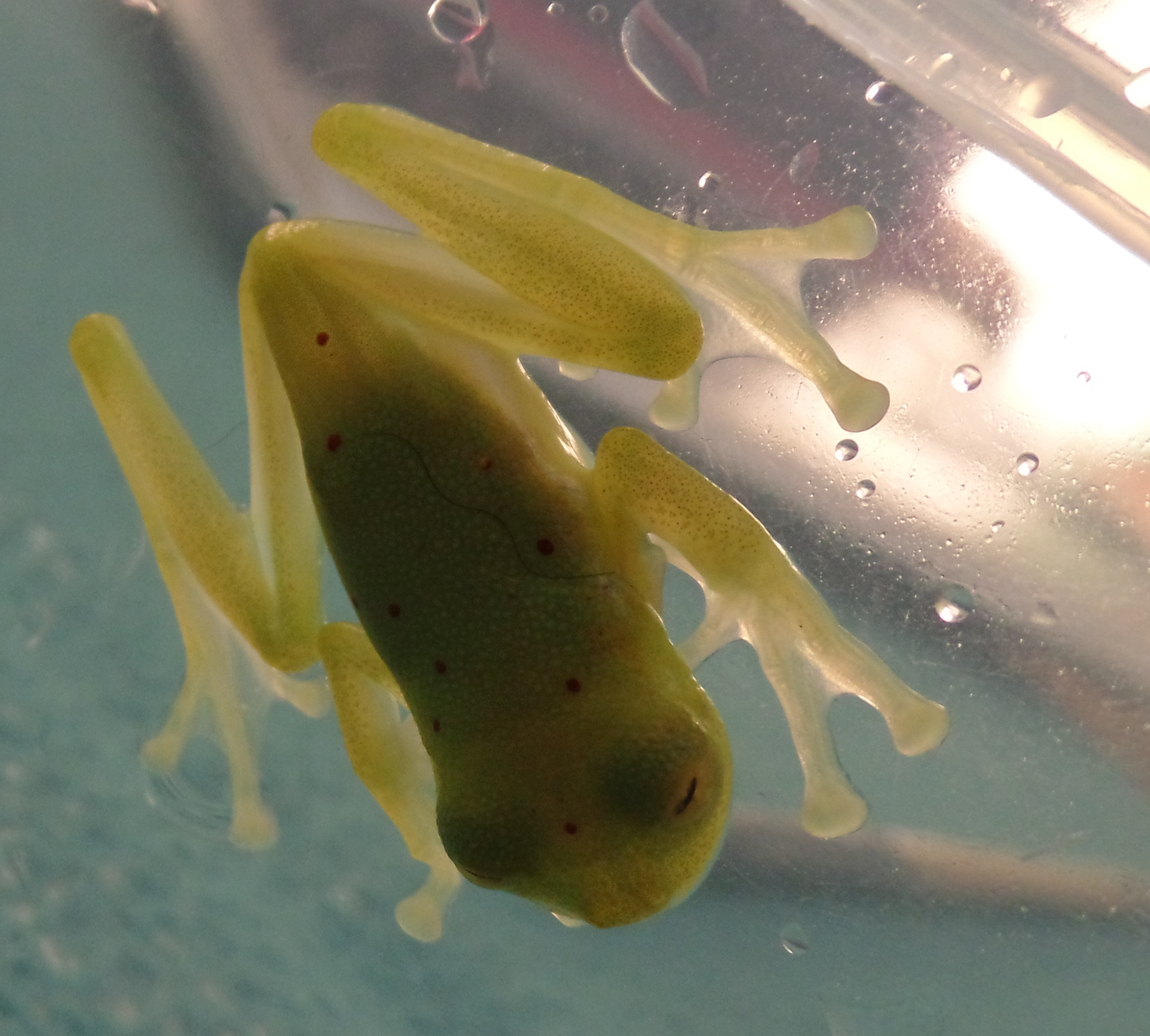
Nymphargus grandisonae